# Caulophacus elegans
Espèce
Synonymes
Caulophacus (Caulophacus) elegans Schulze, 1886
Caulophacus elegans est une espèce d'éponges de verre de la famille des Rossellidae. On la trouve au milieu du courant Kuroshio, au large du Japon.